# 江源管巢蛛
江源管巢蛛（学名：Clubiona wolchongsensis）为管巢蛛科管巢蛛属的动物。分布于朝鲜以及中国大陆的辽宁等地，一般栖息于植物叶包中。该物种的模式产地在朝鲜。